# Labidiosuchus
Labidiosuchus amicum
Genre
Espèce
Labidiosuchus est un genre éteint de crocodyliformes, un clade qui comprend les crocodiliens modernes et leurs plus proches parents fossiles. Il est rattaché au sous-ordre des Notosuchia (ou notosuchiens en français),.
Une seule espèce est assignée au genre : Labidiosuchus amicum ; elle est décrite par A. W. A. Kellner et ses collègues en 2011. 

## Découverte et datation
Ses restes fossiles ont été découverts près de Peirópolis dans le sud-est du Brésil dans l'État de Minas Gerais.
L'holotype, référencé DGM 1480-R, est une mandibule incomplète. Elle provient de la formation géologique de Marília, datée de la fin du Crétacé supérieur, du Maastrichtien, soit il y a environ entre 72,2 et 66,0 millions d'années. Ce même niveau stratigraphique avait fourni, en 1955, les restes d'un autre Crocodyliformes : Itasuchus jesuinoi.

## Description
Labidiosuchus  se caractérise par quatre autapomorphies (caractéristiques uniques). Il possède un grand nombre de dents, au moins huit de chaque côté de la mâchoire, serrées, dont certaines situées latéralement. Sa première paire de dents est horizontale et plus large que toutes les autres. Il présente aussi de petites dents sur la partie antérieure du dentaire. Sa mandibule est fortement projetée de manière antérodorsale et il existe une plateforme symphysaire qui maintient les dents.  
Le fossile disponible est très limité, très partiel et de taille réduite (7 centimètres seulement). Il ne permet pas de définir les préférences alimentaires ou la position phylogénétique précise de l'animal. La mâchoire devait globalement avoir une forme en « Y ». Cette morphologie de la mâchoire inférieure rappelle celles de nombreux notosuchiens du clade des Ziphosuchia, tels Adamantinasuchus, Sphagesaurus, Notosuchus et probablement Candidodon.
La présence d'une première paire de dents projetées à plat vers l'avant est une caractéristique qu'il partage avec les Crocodyliformes de la famille des Sphagesauridae. 

## Classification
Ses inventeurs en 2011 déterminent Labidiosuchus comme un Notosuchia. Dans leur grande étude phylogénétique des notosuchiens en 2014, Diego Pol et ses collègues le placent parmi les Ziphosuchia, un clade de Notosuchia, où ils le positionnent à proximité de la famille des Sphagesauridae.